# کبوتر برفی
 کبوتر برفی (نام علمی: Columba leuconota) نام یک گونه از سرده کبوتر است.